# Hydrazidy

p-toluensulfonylhydrazid

Hydrazidy jsou organické sloučeniny s funkční skupinou obsahující kovalentní vazbu mezi atomy dusíku, na které jsou navázány čtyři skupiny (mezi nimi mohou být i vodíkové atomy), přičemž je alespoň jedním z nich acylová skupina. Jejich obecný vzorec je E(=O)-NR-NR′R′′ (R, R′ a R′′ mohou být vodíkové atomy). Podobnou skupinou sloučenin jsou hydraziny, od hydrazidů se liší nepřítomností acylové skupiny.
Hydrazidy se podle druhu skupiny připojené na kyslík dělí na karbohydrazidy (R-C(=O)-NH-NH2), sulfonohydrazidy (R-S(=O)2-NH-NH2) a fosfonové dihydrazidy (R-P(=O)(-NH-NH2)2. Významnou skupinou hydrazidů jsou sulfonohydrazidy, jako například p-toluensulfonylhydrazid, jenž se využívají v organické syntéze, například při Shapirově reakci a Eschenmoserově–Tanabeho fragmentaci. Lze jej připravit reakcí tosylchloridu s hydrazinem.